# Campionati europei juniores di atletica leggera 1987
Il IX Campionato europeo juniores di atletica leggera si è disputato a Birmingham, nel Regno Unito, dal 6 al 9 agosto 1987.

## Risultati
I risultati del campionato sono stati:

### Uomini
| Specialità             | Oro                                                                    | Prestazione | Argento                                                                     | Prestazione | Bronzo                                                                               | Prestazione                        |
| Corse piane            |                                                                        |             |                                                                             |             |                                                                                      |                                    |
| 100 metri              | Jamie Henderson Regno Unito                                            | 10"21       | Andrzej Popa Polonia                                                        | 10"44       | Sven Matthes Germania Est                                                            | 10"47                              |
| 200 metri              | Marcus Adam Regno Unito                                                | 20"95       | Andrzej Popa Polonia                                                        | 21"11       | Jamie Henderson Regno Unito                                                          | 21"18                              |
| 400 metri              | Peter Crampton Regno Unito                                             | 46"03       | Tomasz Jędrusik Polonia                                                     | 46"31       | Tamás Molnár Ungheria                                                                | 46"68                              |
| 800 metri              | Tomás de Teresa Spagna                                                 | 1'49"37     | António Abrantes Portogallo                                                 | 1'49"74     | Vincent Terrier Francia                                                              | 1'49"85                            |
| 1.500 metri            | Gennaro Di Napoli Italia                                               | 3'52"10     | Mario Neumann Germania Est                                                  | 3'52"85     | Sergey Melnikov Unione Sovietica                                                     | 3'53"48                            |
| 5.000 metri            | Simon Mugglestone Regno Unito                                          | 14'12"83    | Giuliano Baccani Italia                                                     | 14'18"39    | Luc Krotwaar Paesi Bassi                                                             | 14'20"44                           |
| 10.000 metri           | Jens Karrass Germania Est                                              | 29'19"38    | Haydar Dogan Turchia                                                        | 29'23"45    | Zoltán Káldy Ungheria                                                                | 29'26"84                           |
| 20.000 metri           | Zoltán Holba Ungheria                                                  | 1h03'22     | Valery Chesak Unione Sovietica                                              | 1h03'39     | Marco Di Lieto Italia                                                                | 1h03'57                            |
| Corse a ostacoli       |                                                                        |             |                                                                             |             |                                                                                      |                                    |
| 110 metri ostacoli     | Tony Jarrett Regno Unito                                               | 13"72       | Florian Schwarthoff Germania Ovest                                          | 13"81       | Paul Gray Regno Unito                                                                | 14"16                              |
| 400 metri ostacoli     | Niklas Wallenlind Svezia                                               | 50"65       | Yvon Delrue Belgio                                                          | 50"96       | Stéphane Leger Francia                                                               | 51"37                              |
| 3000 metri siepi       | Andreas Fischer Germania Ovest                                         | 8'54"83     | Vyacheslav Koshelev Unione Sovietica                                        | 8'55"93     | Arto Kuusisto Finlandia                                                              | 9'02"53                            |
| Corse su strada        |                                                                        |             |                                                                             |             |                                                                                      |                                    |
| 10 km marcia           | Giovanni De Benedictis Italia                                          | 39'44"71    | Valentí Massana Spagna                                                      | 41'26"51    | Germán Nieto Spagna                                                                  | 41'38"29                           |
| Staffette              |                                                                        |             |                                                                             |             |                                                                                      |                                    |
| Staffetta 4x100 m      | Regno Unito Ray Burke Tony Jarrett Jamie Henderson Marcus Adam         | 40"20       | Germania Ovest Stephan Schütz Michael Schwab Oliver Schmidt Björn Sinnhuber | 40"21       | Germania Est Lars Olbrich Sven Matthes Torsten Gratz Heiko Barthel                   | 40"52                              |
| Staffetta 4x400 m      | Regno Unito Richard Hill Gary Patterson Gareth Bakewell Peter Crampton | 3'07"89     | Polonia Mariusz Rzadzinski Wojciech Lach Dariusz Rychter Tomasz Jędrusik    | 3'08"72     | Unione Sovietica Nikolay Gritsay Vadim Zadoynov Vladimir Lytkin Vladimir Chubrovskiy | 3'09"55                            |
| Salti                  |                                                                        |             |                                                                             |             |                                                                                      |                                    |
| Salto in alto          | Artur Partyka Polonia                                                  | 2,19 m      | Joël Vincent Francia                                                        | 2,15 m      | Jarosław Kotewicz PoloniaAleksandr Khabarov Unione Sovietica                         | 2,15 m                             |
| Salto con l'asta       | Roman Barabashov Unione Sovietica                                      | 5,40 m      | Marco Schröder Germania EstIstván Bagyula Ungheria                          | 5,30 m      | Non assegnato per ex aequo argento                                                   | Non assegnato per ex aequo argento |
| Salto in lungo         | Vladimir Ochkan Unione Sovietica                                       | 8,17 m      | Stewart Faulkner Regno Unito                                                | 7,67 m      | Milan Gombala Cecoslovacchia                                                         | 7,63 m                             |
| Salto triplo           | Guido Schumann Germania Est                                            | 16,45 m     | Roman Sintelyev Unione Sovietica                                            | 16,33 m     | Georges Sainte-Rose Francia                                                          | 16,30 m                            |
| Lanci                  |                                                                        |             |                                                                             |             |                                                                                      |                                    |
| Getto del peso         | Pyotr Pogorelyi Unione Sovietica                                       | 18,48 m     | Yevgeniy Palchikov Unione Sovietica                                         | 18,16 m     | Jonny Reinhardt Germania Est                                                         | 18,16 m                            |
| Lancio del disco       | Sergey Pachin Unione Sovietica                                         | 59,96 m     | Vyacheslav Demakov Unione Sovietica                                         | 56,58 m     | Gunnar Minstedt Germania Est                                                         | 55,84 m                            |
| Lancio del martello    | Jörn Hübner Germania Est                                               | 72,10 m     | Oleksandr Krykun Unione Sovietica                                           | 70,92 m     | Claus Dethloff Germania Ovest                                                        | 69,30 m                            |
| Lancio del giavellotto | Steve Backley Regno Unito                                              | 75,14 m     | Uladzimir Sasimovič Unione Sovietica                                        | 73,24 m     | Raymond Hecht Germania Est                                                           | 72,78 m                            |
| Prove multiple         |                                                                        |             |                                                                             |             |                                                                                      |                                    |
| Decathlon              | Patrick Eseimokumoh Germania Est                                       | 7614 p.     | Roman Frolov Unione Sovietica                                               | 7389 p.     | Barry Walsh Irlanda                                                                  | 7336 p.                            |

### Donne
| Specialità             | Oro                                                                       | Prestazione | Argento                                                                                | Prestazione | Bronzo                                                                | Prestazione |
| Corse piane            |                                                                           |             |                                                                                        |             |                                                                       |             |
| 100 metri              | Diana Dietz Germania Est                                                  | 11"39       | Tamaris Fiebig Germania Est                                                            | 11"51       | Odiah Sidibé Francia                                                  | 11"66       |
| 200 metri              | Diana Dietz Germania Est                                                  | 23"18       | Oksana Kovalyova Unione Sovietica                                                      | 23"51       | Tamaris Fiebig Germania Est                                           | 23"80       |
| 400 metri              | Uta Rohländer Germania Est                                                | 52"46       | Stefanie Fabert Germania Est                                                           | 52"90       | Linda Kisabaka Germania Ovest                                         | 53"89       |
| 800 metri              | Birte Bruhns Germania Est                                                 | 2'00"56     | Catalina Gheorghiu Romania                                                             | 2'01"33     | Daniele Steinecke Germania Est                                        | 2'02"08     |
| 1.500 metri            | Snežana Pajkić Jugoslavia                                                 | 4'16"09     | Simona Staicu Romania                                                                  | 4'16"69     | Olga Nazarkina Unione Sovietica                                       | 4'18"61     |
| 3.000 metri            | Fernanda Ribeiro Portogallo                                               | 8'56"33     | Doina Calenic Romania                                                                  | 9'06"14     | Doina Homneac Romania                                                 | 9'11"30     |
| 10.000 metri           | Birgit Jerschabek Germania Est                                            | 33'44"37    | Larisa Alekseyeva Unione Sovietica                                                     | 33'54"59    | Anzhela Shumeyko Unione Sovietica                                     | 34'43"37    |
| Corse a ostacoli       |                                                                           |             |                                                                                        |             |                                                                       |             |
| 100 metri ostacoli     | Birgit Wolf Germania Ovest                                                | 13"34       | Anne Espetvedt Norvegia                                                                | 13"39       | Helena Fernström Svezia                                               | 13"52       |
| 400 metri ostacoli     | Silvia Rieger Germania Ovest                                              | 57"44       | Ann Maenhout Belgio                                                                    | 57"47       | Irena Dominc Jugoslavia                                               | 58"11       |
| Corse su strada        |                                                                           |             |                                                                                        |             |                                                                       |             |
| 5 km marcia            | Oksana Shchastnaya Unione Sovietica                                       | 21'30"92    | María Cruz Díaz Spagna                                                                 | 21'36"92    | Kathrin Born Germania Est                                             | 22'01"25    |
| Staffette              |                                                                           |             |                                                                                        |             |                                                                       |             |
| Staffetta 4x100 m      | Germania Est Tamaris Fiebig Diana Dietz Katrin Henke Katrin Krabbe        | 44"62       | Unione Sovietica Lyudmila Lapshina Svetlana Doronina Natalya Bulatova Oksana Kovalyova | 44"80       | Francia Anne Leseur Cécile Peyre Elsa Devassoigne Odiah Sidibé        | 45"66       |
| Staffetta 4x400 m      | Germania Est Stefanie Fabert Daniele Steinecke Birte Bruhns Uta Rohländer | 3'32"17     | Germania Ovest Jessica Kawohl Ruth Scheppan Silvia Rieger Linda Kisabaka               | 3'38"49     | Regno Unito Jillian Reynolds Tracy Goddard Nicki Lamb Jayne Heathcote | 3'39"84     |
| Salti                  |                                                                           |             |                                                                                        |             |                                                                       |             |
| Salto in alto          | Karen Scholz Germania Est                                                 | 1,88 m      | Alina Astafei Romania                                                                  | 1.88 m      | Heike Balck Germania EstYelena Yelesina Unione Sovietica              | 1,84 m      |
| Salto in lungo         | Fiona May Regno Unito                                                     | 6,64 m      | Mirela Belu Romania                                                                    | 6,44 m      | Susen Tiedtke Germania Est                                            | 6,39 m      |
| Lanci                  |                                                                           |             |                                                                                        |             |                                                                       |             |
| Getto del peso         | Ilke Wyludda Germania Est                                                 | 19,45 m     | Ines Wittich Germania Est                                                              | 19,34 m     | Svetlana Krivelyova Unione Sovietica                                  | 16,64 m     |
| Lancio del disco       | Ilke Wyludda Germania Est                                                 | 70,58 m     | Astrid Kumbernuss Germania Est                                                         | 63,56 m     | Anzhela Baralyuk Unione Sovietica                                     | 54,64       |
| Lancio del giavellotto | Anja Reiter Germania Est                                                  | 64,88 m     | Malgorzata Kielczewska Polonia                                                         | 58,40 m     | Karen Forkel Germania Est                                             | 57,00 m     |
| Prove multiple         |                                                                           |             |                                                                                        |             |                                                                       |             |
| Eptathlon              | Peggy Beer Germania Est                                                   | 6068 p.     | Elena Petuškova Unione Sovietica                                                       | 5750 p.     | Christiane Scharf Germania Ovest                                      | 5689 p.     |

## Medagliere
Legenda
     Paese ospitante
| Posizione | Paese            | Oro | Argento | Bronzo | Totale |
| --------- | ---------------- | --- | ------- | ------ | ------ |
| 1         | Germania Est     | 16  | 6       | 11     | 33     |
| 2         | Regno Unito      | 9   | 1       | 3      | 13     |
| 3         | Unione Sovietica | 5   | 12      | 8      | 25     |
| 4         | Germania Ovest   | 3   | 3       | 3      | 9      |
| 5         | Italia           | 2   | 1       | 1      | 4      |
| 6         | Polonia          | 1   | 5       | 1      | 7      |
| 7         | Spagna           | 1   | 2       | 1      | 4      |
| 8         | Ungheria         | 1   | 1       | 2      | 4      |
| 9         | Portogallo       | 1   | 1       | 0      | 2      |
| 10        | Jugoslavia       | 1   | 0       | 1      | 2      |
| 10        | Svezia           | 1   | 0       | 1      | 2      |
| 12        | Romania          | 0   | 5       | 1      | 6      |
| 13        | Francia          | 0   | 1       | 5      | 6      |
| 14        | Belgio           | 0   | 2       | 0      | 2      |
| 15        | Norvegia         | 0   | 1       | 0      | 1      |
| 15        | Turchia          | 0   | 1       | 0      | 1      |
| 17        | Cecoslovacchia   | 0   | 0       | 1      | 1      |
| 17        | Finlandia        | 0   | 0       | 1      | 1      |
| 17        | Irlanda          | 0   | 0       | 1      | 1      |
| 17        | Paesi Bassi      | 0   | 0       | 1      | 1      |
| Totale    | Totale           | 41  | 42      | 42     | 125    |